# Three Ages
Three Ages é um filme mudo estadunidense de 1923, do gênero comédia, dirigido por Buster Keaton e Edward F. Cline, com roteiro de Jean Havez, Joseph Mitchell e Clyde Bruckman e produção de Joseph M. Schenck e Buster Keaton Productions.

## Elenco
- Buster Keaton...Moço
- Margaret Leahy...Moça
- Wallace Beery...Vilão
- Lillian Lawrence...Mãe da moça
- Joe Roberts...Pai da moça

## Sinopse
Tendo como tese a de que o amor entre homem e mulher não mudou muito através da História, são mostrados os relacionamentos entre casais de jovens em três períodos diferentes: Pré-História (similar a ambientação vista em Os Flintstones: quando uma mulher escreve o testamento do rapaz, ela usa um formão e um martelo numa pedra, por exemplo), Império Romano e Era Moderna. Em todas as épocas, o relacionamento dos jovens sofre a interferência de um rival amoroso do rapaz e da resistência dos pais da moça, que repetidamente demonstram sua preferência pelos mais fortes, influentes ou ricos.
A narrativa repete alguns eventos durante as Eras, como a da disputa entre os rivais: na Pré-História há uma luta de clavas, no Período Romano, uma corrida de bigas; e na Atualidade, uma partida de futebol americano. O rapaz usa de astúcia para vencer as disputas mas sofre trapaças do rival: na primeira vez é arrastado preso a um mamute; na segunda fica prisioneiro na cova de um leão; e na terceira é acusado de consumir álcool pela polícia.
O rapaz fracassa ao tentar provocar ciúme à moça nos três segmentos: no primeiro é jogado pelo penhasco pela mulher que cortejava, no segundo é nocauteado e no terceiro apanha do marido contrariado.
Também nos três segmentos o rapaz impede o casamento da pretendente com o rival no último momento.